# Lenguas kombio-arapesh
Las lenguas arapesh o kombio-arapesh son un grupo de varias lenguas de los montes Torricelli, estrechamente relacionadas entre sí, habladas por unos 32.000 arapesh en Papúa Nueva Guinea. Se hablan en el este de la provincia de Sandaun y en el norte de la provincia de Sepik Oriental, en Papúa Nueva Guinea.
Las lenguas arapesh se encuentran entre las lenguas papúes mejor estudiadas y son más distintivas en sus sistemas de género, que contienen hasta trece géneros gramaticales (o clases nominales) con concordancia sustantivo-verbo. El mufian, por ejemplo, tiene 17 clases nominales para enumerar sustantivos, más dos clases de sustantivos adicionales, es decir, nombres propios y nombres de lugares. (Véase el artículo para ver ejemplos).

## Descripción lingüística

### Fonología
La característica más notable del inventario de fonemas de las lenguas arapesh es el uso de la labialización como recurso sistemático para hacer diferencias fonológicas. El inventario consonántico está formado por:
|           |             | Bilabial | Alveolar | Palatal | Velar  | Velar       | glotal | glotal |
| simple    | labializado | Bilabial | Alveolar | Palatal | simple | labializado |        |        |
| --------- | ----------- | -------- | -------- | ------- | ------ | ----------- | ------ | ------ |
| Nasal     | Nasal       | m        | n        | ɲ       |        |             |        |        |
| Oclusiva  | sorda       |          | t        | tʃ      | k      | kw          |        |        |
| Oclusiva  | sonora      |          | d        | dʒ      | ɡ      | ɡw          |        |        |
| Fricativa | Fricativa   |          | s        |         |        | xw          | h      | hw     |
| Vibrante  | Vibrante    |          | ɾ        |         |        |             |        |        |
| Lateral   | Lateral     |          | l        |         |        |             |        |        |

El inventario vocálico está formado por las siguientes unidades:
|         | Anterior | Central | Posterior |
| ------- | -------- | ------- | --------- |
| Cerrada | i        | ɨ       | u         |
| Media   | e        | ə       | o         |
| Abierta |          | a       |           |

Las sílabas en lengua arapesh tienen la estructura (C)V(V)(C), aunque en los monosílabos hay un requisito de que la coda no sea vacía.
Normalmente, cualquiera de las vocales centrales más altas (ɨ, ə) se inserta para romper los grupos de consonantes en medio de las palabras.

### Pronombres
Pronombres en arapesh y otras lenguas torricelli relacionadas:
|     | Kombio | Bukiyip     | Arapesh meridional | Urim | Urat | Aruop | Kayik |
| --- | ------ | ----------- | ------------------ | ---- | ---- | ----- | ----- |
| 1sg | apm    | yek~eik     | aeʔ                | kupm | ŋam  | am    | kəmex |
| 2sg | yikn   | ɲak~ɲek     | inəʔ               | kitn | nin  | yi    | kiyox |
| 3sg | kɨl    | ənan~nani   | ənən               | kil  | kin  | din   | təno  |
| 1pl | an(t)  | okok~kwakwi | apə                | men  | poi  | mendi | kupox |

### Comparación léxica
Las siguientes palabras de vocabulario básico provienen de la base de datos para las lenguas trans-neoguineanas:
| ¡¡GLOSA | Abu' Arapesh[4] | Bukiyip[5] |
| ------- | --------------- | ---------- |
| cabeza  | bʌrʌkha         | berag      |
| cabello | bʌrʌkha         |            |
| oreja   | ɛligʌ           | atah       |
| ojo     | ŋʌim            | nabep      |
| nariz   | mutu            |            |
| diente  | nʌluh           | nau̥h̥       |
| lengua  | ʌhʌkʌ           | jaham      |
| pierna  | Burʔah          | Aijag      |
| piojo   | numunʌl         |            |
| perro   | nubʌt           | nybat      |
| cerdo   | bul             |            |
| pájaro  | ʌlimil          | aramir     |
| huevo   | ʌlhuʌb          | juhuryb    |
| sangre  | usibɛl          | ausibør    |
| hueso   | pisitʌnʌgel     |            |
| piel    | Beni'koh        | jageniu̥h̥   |
| seno    | numʌb           |            |
| árbol   | lʌ·wʌk          | lawag      |
| hombre  | ʌʔlemʌn         | araman     |
| mujer   | numʌa           |            |
| sol     | uʔwʌh           |            |
| luna    | 'ʌ'un           | aun        |
| Agua    | ʌbʌl            | bør        |
| Fuego   | unih            | nih̥        |
| piedra  | utʌm            | utom       |
| camino  | iʌh             |            |
| nombre  | ɛigil           |            |
| comer   | 'nʌsʌh          |            |
| uno     | etin            |            |
| dos     | biəs            | bium       |

### Gramática
Los cambios recientes han desplazado las lenguas arapesh del orden típico en lenguas papúes SOV al orden SVO, junto con un cambio correspondiente en el orden las adposiciones. La mayoría de los modificadores suelen preceder al sustantivo (rectum-regens), aunque como resultado de cambios en el orden de palabras, los genitivos y los sustantivos no tienen un orden fijo.
El sistema de género gramatical de la lengua se basa en gran medida en la terminación del sustantivo. Hay pares afines de cada género para números singulares y plurales. Todo el sistema de género, a diferencia de la mayor parte de la complejidad comparable en las lenguas Níger-Congo, se basa en el sexo: el género IV es para todos los seres femeninos y el género VII para los masculinos. La cultura arapesh prohíbe el uso de nombres propios, por lo que los sustantivos de parentesco se utilizan ampliamente para dirigirse incluso a parientes íntimos.
Las lenguas arapesh también tienen un sistema de sustantivos verbales: por defecto pertenecen al género VIII.
La concordancia de género, junto con la de persona y número, ocurre con todos los adjetivos, numerales y pronombres interrogativos y el sujeto y objeto de verbos. Los verbos en las lenguas arapesh se flexionan por medio de prefijos. La plantilla básica para esta inflexión es el orden "sujeto - modo - raíz".

### Lecturas complementarias
- Dobrin, Lise M.: Concreción en la gramática: los sistemas de clases de sustantivos de las lenguas aravesh. Stanford: CSLI, 2012. ISBN 9781575866567
- Fraser, Norman M.; Corbett, Greville G. (1997). «Defaults in Arapesh». Lingua 103: 25-57. doi:10.1016/S0024-3841(97)00012-0. Consultado el 31 de mayo de 2022.